# Regione Metropolitana Carbonífera
La regione metropolitana Carbonífera era una regione metropolitana del Brasile, nello Stato di Santa Catarina. Venne istituita dalla legge complementare statale nº 221 del 2002 ed estinta dalla legge complementare statale nº 381 del 2007. Riuniva sette comuni, che formavano l'area metropolitana propriamente detta, mentre altri tre comuni erano inclusi nell'area d'espansione.

## Comuni
| Regione metropolitana | Regione metropolitana | Regione metropolitana |
| Comune                | Popolazione (ab.)     | Superficie (km²)      |
| --------------------- | --------------------- | --------------------- |
| Criciúma              | 188 233               | 236                   |
| Içara                 | 56 423                | 193                   |
| Forquilhinha          | 21 518                | 185                   |
| Morro da Fumaça       | 16 161                | 83                    |
| Cocal do Sul          | 15 074                | 79                    |
| Siderópolis           | 13 081                | 263                   |
| Nova Veneza           | 12 703                | 294                   |
| Totale                | 323 193               | 1 333                 |

| Area d'espansione | Area d'espansione | Area d'espansione |
| Comune            | Popolazione (ab.) | Superficie (km²)  |
| ----------------- | ----------------- | ----------------- |
| Urussanga         | 19 279            | 240               |
| Lauro Müller      | 13 359            | 271               |
| Treviso           | 3 503             | 157               |